# LaTasha Jenkins
LaTasha Jenkins, född den 19 december 1977, är en amerikansk före detta friidrottare som tävlade i kortdistanslöpning.
Jenkins deltog vid två internationella mästerskap. Det första var vid VM-inomhus 2001 i Lissabon där hon blev silvermedaljör på 200 meter efter Jamaicas Juliet Campbell på tiden 22,96.
Senare samma år deltog hon vid VM-utomhus i Edmonton där hon åter blev silvermedaljör på 200 meter, denna gång på tiden 22,85 med Debbie Ferguson som hennes överman.

## Personliga rekord
- 100 meter - 11,02
- 200 meter - 22,29